# Eriogonum aretioides
Eriogonum aretioides är en slideväxtart som beskrevs av Rupert Charles Barneby. Eriogonum aretioides ingår i släktet Eriogonum och familjen slideväxter. Inga underarter finns listade i Catalogue of Life.